# Задужбина Миливоја Јовановића и Луке Ћеловића
Задужбина Миливоја Јовановића и Луке Ћеловића Требињца подразумева зграду на адреси Андрићев венац 12, тачније на углу Андрићевог венца и улице Кнеза Милоша. Зграда датира из 1940. године а архитекта заслужан за пројектовање исте је Глигорије Самојлов. Укупна површине зграде износи 2115 m² и састоји се од 28 стамбених објеката и 6 локала укупне површине 411 m².

## Циљ Задужбине
Циљ Задужбине јесте награђивање најбољих радова у области економских и правних наука као и помагање студената у земљи  и иностранству.

## Историјат
Оснивач задужбине је Даница А. Јовановић, тестаментом од 22. 5. 1933. године. Наиме, Даница А. Јовановић, сестра Миловоја Јовановића, оставља Београдском унивезитету комплетно имање на Андрићевом венцу, кућу као и новчана средства и хартије од вредности. Према тестаменту Миливоја Јовановића Београдски универзитет био је дужан да од оставштине то јест „Задужбине Миливоја Јовановића, вишег чиновника Министарства саобраћаја“ награди најбољи рад у области финансија и правних наука, као и да помогне сиромашним студентима на студијама у Београду.
Како за изградњу зграде, на месту Јовановићеве куће, остављена средства нису била довољна, долази до спајања дела средстава са оставштином из Задужбине Луке Ћеловића - Требињца.
Зграда је након Другог ветског рата национализована, али Министарство културе Републике Србије 1995. године поново успоставља рад задужбине, да би у септебру 2000. године Општина Стари град донела одлуку којом се преносе права о управљању и коришћењу на Задужбину.